# Anna Sankowska
Anna Sankowska (ur. w 1981 r., zm. 29 kwietnia 2015 r.) – doktor habilitowana inż., wykładowca Wydziału Inżynierii Produkcji Politechniki Warszawskiej, profesor nadzwyczajny na Wydziale Inżynierii Produkcji Politechniki Warszawskiej w Instytucie Organizacji i Systemów Produkcyjnych.

## Życiorys
W 2004 r. ukończyła studia magisterskie na Wydziale Inżynierii Produkcji Politechniki Warszawskiej na kierunku zarządzanie i marketing z oceną celującą i wyróżnieniem JM Rektora Politechniki Warszawskiej. Była prezesem Studenckiego Koła Naukowego Manager. W tym samym roku i na tym samym wydziale rozpoczęła studia doktoranckie, które ukończyła z wyróżnieniem w 2008 r. Jej praca doktorska nosiła tytuł Wpływ zastosowania koncepcji wirtualnego organizowania na innowacyjność przedsiębiorstwa. W latach 2009–2011 jako kierownik realizowała projekt Ministerstwa Nauki i Szkolnictwa Wyższego pt. Wpływ zaufania na zarządzanie przedsiębiorstwem. W 2012 r. otrzymała stopień doktora habilitowanego nauk ekonomicznych w zakresie zarządzania, nadany uchwałą Rady Wydziału Zarządzania Uniwersytetu Ekonomicznego w Katowicach. W tym też roku została kierownikiem projektu badawczego Narodowego Centrum Nauki pt. Analiza zaufania w sieciach zorientowanych na działalność naukowo-badawczą – organizowanego w ramach konkursu OPUS. Rok później objęła stanowisko profesora nadzwyczajnego Politechniki Warszawskiej.
Jej zainteresowania skupiały się na tematyce dotyczącej zarządzania zaufaniem, organizacji wirtualnych oraz zespołów wirtualnych. W ciągu 5 lat przed obroną doktoratu opublikowała 27 artykułów naukowych i 3 popularyzatorskich. Przez 6 lat po obronie doktoratu opublikowała 42 prace, w tym 5 monografii, z czego dwie samodzielne. Za swoje osiągnięcia otrzymała kilka wyróżnień i nagród. Zmarła 29 kwietnia 2015 w wieku 34 lat.

## Stanowiska
- Od 2008 – asystent na Wydziale Inżynierii Produkcji Politechniki Warszawskiej
- 2008-2011 – adiunkt w Szkole Głównej Handlowej w Kolegium Nauk o Przedsiębiorstwie
- 2009-2011 – kierownik projektu Ministerstwa Nauki i Szkolnictwa Wyższego pt. Wpływ zaufania na rządzenie przedsiębiorstwem.
- Od 2011 – adiunkt na Wydziale Inżynierii Produkcji Politechniki Warszawskiej w Instytucie Organizacji i Systemów Produkcyjnych w Zakładzie Badań i Rozwoju Produkcji
- 2012 – kierownik projektu badawczego Narodowego Centrum Nauki pt. Analiza zaufania w sieciach zorientowanych na działalność naukowo – badawczą[1].

## Członkostwa
- członek Polskiego Towarzystwa Stypendystów Fulbrighta
- członek Polskiego Towarzystwa Zarządzania Produkcją
- członek Stowarzyszenia Inżynierów i Techników Mechaników Polskich
- członek First International Network on Trust
- członek European Group for Organizational Studies i The Academy of Management[1]

## Nagrody, wyróżnienia, odznaczenia
- 2011 – Stypendium badawcze YGGDRASIL – Young Guest and Doctoral, Research Council of Norway, BI Norwegian School Business, Oslo – badanie zaufania w zespołach naukowych
- 2010 – Stypendium Group of Eight, przyznane przez konsorcjum ośmiu uniwersytetów australijskich, University of Sydney, Australia – udział w projekcie międzynarodowym dotyczącym rozproszonej pracy, zaufanie w zespołach wirtualnych[4]
- 2010 – Wyróżnienie autorskiej monografii Organizacja wirtualna – w IX Konkursie na Prace Naukowe Komitetu Nauk Organizacji i Zarządzania Polskiej Akademii Nauk – w kategorii za prace powstałe w latach 2007-2009
- 2009 – Wyróżnienie w Konkursie Nagród Naukowych TNOiK im. Prof. Karola Adamieckiego za współautorską monografię Zarządzanie zaufaniem w organizacjach wirtualnych.
- 2009 – Stypendium im. Ernsta Macha, Austrian Agency for International Cooperation in Education & Research, Vienna University of Economics and Business Administration, Austria
- 2008 – Nagroda Zespołowa I stopnia Rektora Politechniki Warszawskiej za współautorską monografię, pt.: Zarządzanie zaufaniem w organizacjach wirtualnych.
- 2008 – Przyznany Grant Promotorski, decyzja nr 1188/B/H03/2008/34
- 2007 – Stypendium badawcze Instytutu Szwedzkiego, program Visby, Stockholm University, School of Business, Szwecja
- 2006 – Stypendium Komisji Fulbrighta, Advanced Research Junior Grant, Pennsylvania State University, USA[1]

## Ważne publikacje
- Wiesław M. Grudzewski, Irena K. Hejduk, Anna Sankowska, Monika Wańtuchowicz. Zarządzanie zaufaniem w kreowaniu kapitału intelektualnego. „Współczesne Zarządzanie”, s. 23-32, 2008. nr 4.
- Wiesław M. Grudzewski, Irena K. Hejduk, Anna Sankowska, Monika Wańtuchowicz. Zaufanie w zarządzaniu pracownikami wiedzy. „E-Mentor”, s. 52-56, 2008. nr 5.
- Wpływ zaufania na zarządzanie przedsiębiorstwem, perspektywa wewnątrzorganizatorska, monografia, 2011, wyd. Difin
- Organizacja wirtualna, 2007, wyd. WAIP[1]